# 奉天、灵台之战

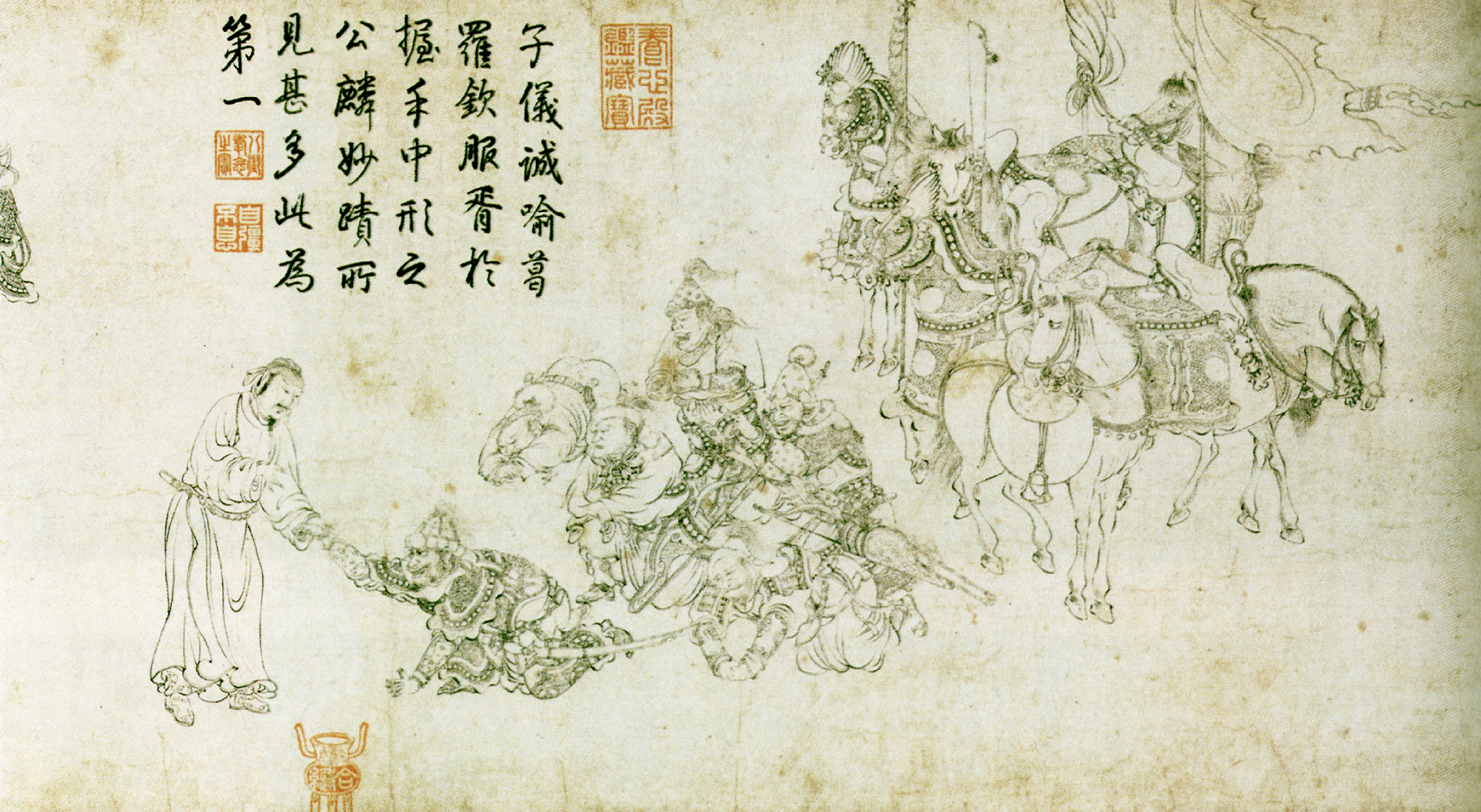
北宋李公麟根据此次战役所作的《郭子仪单骑见回纥图》

奉天、灵台之战是唐代宗永泰元年（765年）九月至十月，叛唐的河北副元帅仆固怀恩再次交结吐蕃、回纥、吐谷浑等数十万大军想要攻下长安，唐朝积极防御，与吐蕃等联军在奉天（今陕西省乾县）、灵台（今甘肃省灵台县东南）的作战。
765年正月，唐朝四镇行营节度使马璘兼南道和蕃使出访吐蕃。三月十九日，吐蕃假意和谈，派使臣至唐廷侦察军情，唐代宗李豫派宰相元载、杜鸿渐等接待吐蕃使臣，双方在兴唐寺会盟达成协议。五月，唐代宗派郭子仪统河南道节度行营、出镇河中（治今山西省永济市）。
九月，仆固怀恩勾结吐蕃、回纥、党项羌、奴剌、吐谷浑等三十余万（一说数十万）大军分兵三路南下：党项帅任敷、郑庭和郝德等自东路攻同州（治今陕西省大荔县），并限期自华阴攻取蓝田（今陕西省蓝田县），以扼南路；北路由吐蕃大将尚结息、赞摩、马重英及回纥军一道泾州（治临泾县，今甘肃省镇原县东南）、邠州（治新平县，今陕西省彬县）、凤翔府攻取奉天、醴泉（今陕西省礼泉县北），进逼唐京长安；回纥继吐蕃之后，仆固怀恩率领朔方兵二十万为后援，西路由吐谷浑、奴剌等率众攻盩厔（令陕西省周至县），吐蕃等三路大军压境，唐京城震动。
郭子仪上书唐代宗，说仆固怀恩率领骑兵，不可轻视，请派诸道节度使李抱玉等出兵扼守冲要。九月二十一日，唐代宗下制亲征，派中使追回淮西节度使李忠臣驻守东渭桥（今西安城西北）、检校太子太保李光进驻兵云阳（今陕西省淳化县西北），镇西节度使马璘、河南节度使郝庭玉驻守便桥（今陕西省咸阳市渭桥）。马璘军游骑四百余人在武功东原（今陕西省乾县境），派五十名精兵偷袭蕃军游骑，大胜。军容使骆奉先、将军李日超驻守盩厔，凤翔节度使李抱玉驻凤翔，同华节度使周智光駐守同州，鄜坊节度使杜晃屯兵坊州（治今陕西省黄陵县南），唐代宗亲率六军驻屯禁苑督战。北路吐蕃军攻到邠州城下，唐守将白孝德闭城拒守，蕃军攻打数日不下，又率兵十万攻取奉天，唐朝朔方兵马使浑瑊、讨击使白元光防守奉天。蕃军刚开始列营，浑瑊率骁勇骑兵二百人出其不意，身先士卒冲人敌阵，俘蕃将一人，杀数十人后又杀回城中，从骑无一伤亡，使唐军士气大振。蕃军攻城数日不下，伤亡很多，于是收兵。浑瑊以敌军戒备不严，夜袭敌营，杀千余人，生擒五百人，缴获一些驼马器械。
唐蕃前后交战二百余次，唐杀伤蕃军万余众，斩杀五千人、生擒一百六十人、缴获马一千二百四十二匹、驼一百一十五头，器械、军旗共三万余件。蕃军奉天失利，又遇大雨不止，只好移兵攻打醴泉。党项等西进白水（今陕西省白水县西），东攻蒲津（今陕西省朝邑县西），焚烧同州官府、民房之后退兵。九月二十八日，蕃军大掠奉天、醴泉等地，百姓数万西退。所过之处，焚烧房舍，庄稼被毁坏殆尽。同州守将周智光率兵在澄城北阻击蕃军，双方激战，周智光得胜。十月初一，蕃军退兵邠州，遇回纥军，双方合兵东进，十月初三攻打奉天。十月初八，吐蕃、回纥联军围攻泾阳（今陕西省泾阳县东南）。郭子仪令守将严守不战。傍晚，吐蕃、回纥联军退扎于北原（今陕西省泾阳县境）。十月初九，联军又到泾阳城下挑战，当时知仆固怀恩暴死，吐蕃、回纥为争夺盟军之主而失和，于是分营驻扎，郭子仪借机利用吐蕃、回纥矛盾，派牙将李光瓒等游说回纥，想要和回纥共击吐蕃。为取得回纥信任，郭子仪不顾个人安危，亲自去见回纥首长，执酒定约而还。吐蕃将尚结息得知回纥大将药葛罗被唐朝所用，半夜率兵沿旧路西退。药葛罗率兵追杀，郭子仪也派白元光率精骑增援。十月十五日，在灵台西原打败尚结息的十万余人，其中，杀死吐蕃军将士五万，生擒近万人，救出被吐蕃军驱赶的士女百姓四千人，缴获牛羊驼马无数。十月十八日，唐朝和回纥又在泾州东部大败吐蕃，使得吐蕃战败而归。吐蕃军主将中箭，军心大乱，被迫举营退兵。